# Cement Ożarów

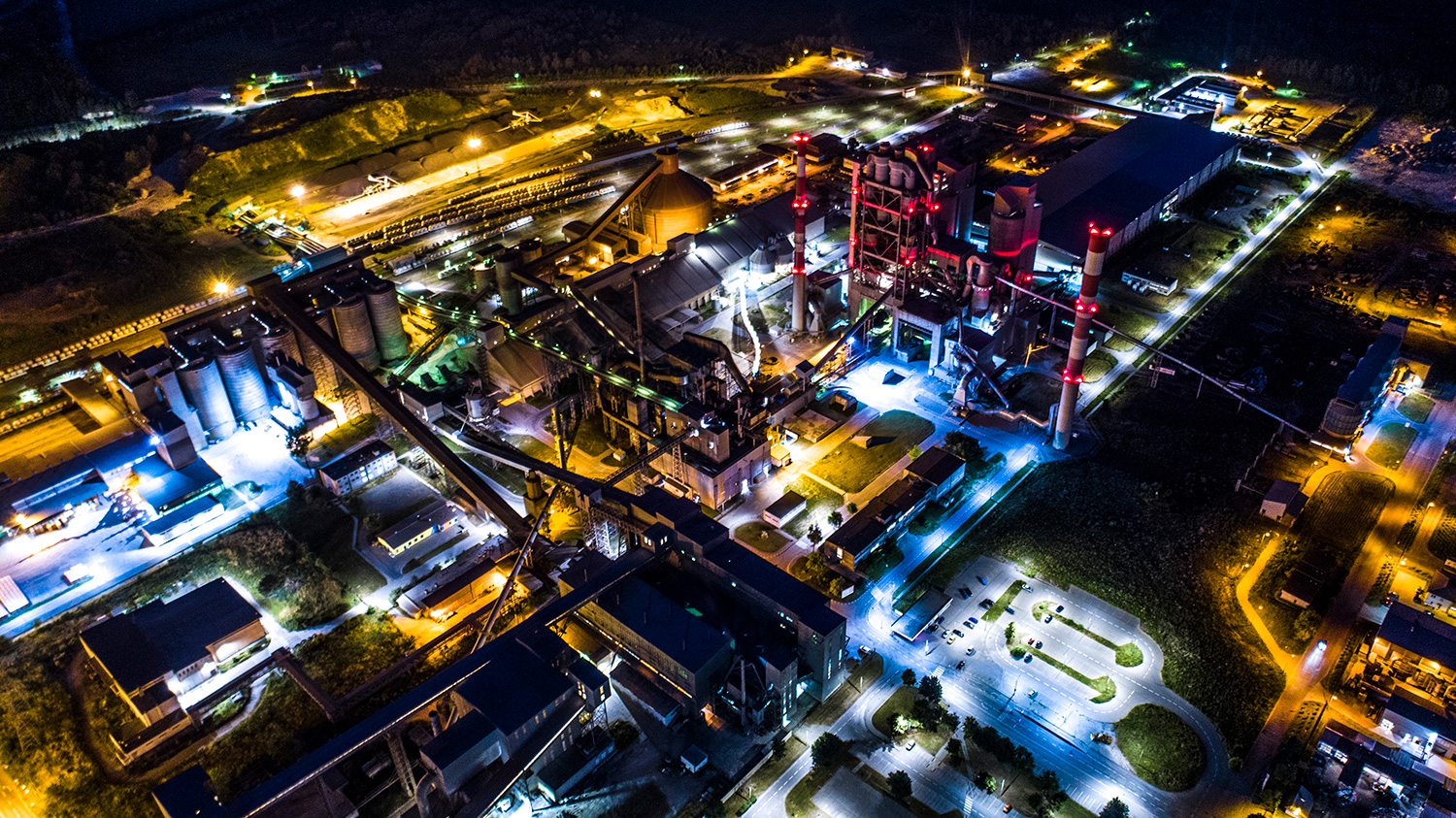
Zakład Cementownia Ożarów w Karsach

Cement Ożarów SA – producent cementu i spoiwa hydraulicznego. Cementownia znajduje się w Karsach koło Ożarowa. Przedsiębiorstwo jest częścią irlandzkiej grupy kapitałowej CRH plc.

## Struktura organizacyjna
Statutowa siedziba firmy Cement Ożarów SA znajduje się w Warszawie. W ramach grupy działa Zakład Cementownia Ożarów w Karsach produkująca cement pod marką Cement Ożarów oraz spoiwo hydrauliczne pod marką Reymix oraz cztery terminale logistyczne w Białymstoku, Gdańsku, Łodzi i Olsztynie. 

## Historia
W 1973 roku zatwierdzono plany budowy nowej cementowni w pobliżu Ożarowa i w następnym roku ruszyły prace budowlane. W 1977 roku został uruchomiony pierwszy piec do wypału klinkieru, a rok później zakład osiąga pełne zdolności produkcyjne i powstaje Przedsiębiorstwo Państwowe „Cementownia Ożarów” z siedzibą w Ożarowie.
Z początkiem lat 90. XX wieku firmę obejmują reformy gospodarcze i 5 marca 1991 roku Cementownia Ożarów zostaje skomercjalizowana i staje się jednoosobową spółką skarbu państwa. W 1995 roku dokonuje się kolejny etap prywatyzacji przedsiębiorstwa, gdy 17 października „Holding Cement Polski” SA z irlandzko-polskim akcjonariatem nabywa 75% akcji spółki „Cementownia Ożarów” SA.
Nowy inwestor wdraża w 1997 roku pakiet inwestycyjny, którego uwieńczeniem są modernizacja pieca do wypału klinkieru w 1999 roku i uruchomienie nowego młyna cementu w roku 2001. Modernizacja pieca pozwoliła na wzrost produkcji klinkieru do 8 tysięcy ton na dobę w ciągu 300 dni w roku. W 2001 roku irlandzki koncern CRH staje się wyłącznym akcjonariuszem spółki.
W 2003 roku firma przyjmuje nazwę Grupa Ożarów SA. Lata 2005–2006 to kolejny etap modernizacji zakładu obejmujący wdrożenie systemu informatycznego firmy SAP. Również w 2005 roku firma inicjuje program budowy dróg w technologii betonowej.
W 2008 roku przedsiębiorstwo rozpoczyna program inwestycyjny o wartości przekraczającej ponad miliard złotych, po którego zakończeniu cementownia w Ożarowie stanie się największym tego typu zakładem w Europie.
W 2009 roku spółka przenosi swoją siedzibę statutową do Warszawy, jednocześnie siedziba zarządu pozostaje przy zakładzie w Karsach. Na początku 2010 roku w skład Grupy Ożarów SA zostaje włączona Cementownia Rejowiec SA, która zaczyna funkcjonować w ramach grupy pod nazwą Zakład Cementownia Rejowiec.
Rok 2010 przynosi nadanie produktom spółki Znaku Jakości „Pewny Cement” oraz wyróżnienie jako firmy społecznie odpowiedzialnej.
Pod koniec 2018 roku zakończono inwestycję budowy nowej linii produkcyjnej, której efektem było rozpoczęcie produkcji cementów żużlowych.
W styczniu 2019 roku nastąpiła zmiana nazwy Grupa Ożarów S.A. na Cement Ożarów S.A. Nowym prezesem spółki został Janusz Miłuch.
Czasopismo branżowe Builder przyznało spółce tytuł „Budowlanej firmy roku 2020”, a prezes Janusz Miłuch został wybrany „Osobowością branży 2020”.
W 2024 roku, Strabag we współpracy z Cementem Ożarów zbudował 19 km autostrady A2 w okolicy Siedlec przy użyciu eksperymentalnej metody z zastosowaniem technologii z betonu cementowego, z wykorzystaniem materiału o obniżonym śladzie węglowym.

## Asortyment
- Cement workowany
  - Cement Ożarów Sprawny 32,5
  - Cement Ożarów Czysty
  - Cement Ożarów Mocny 42,5
- Cement portlandzki
  - CEM I 42,5 R

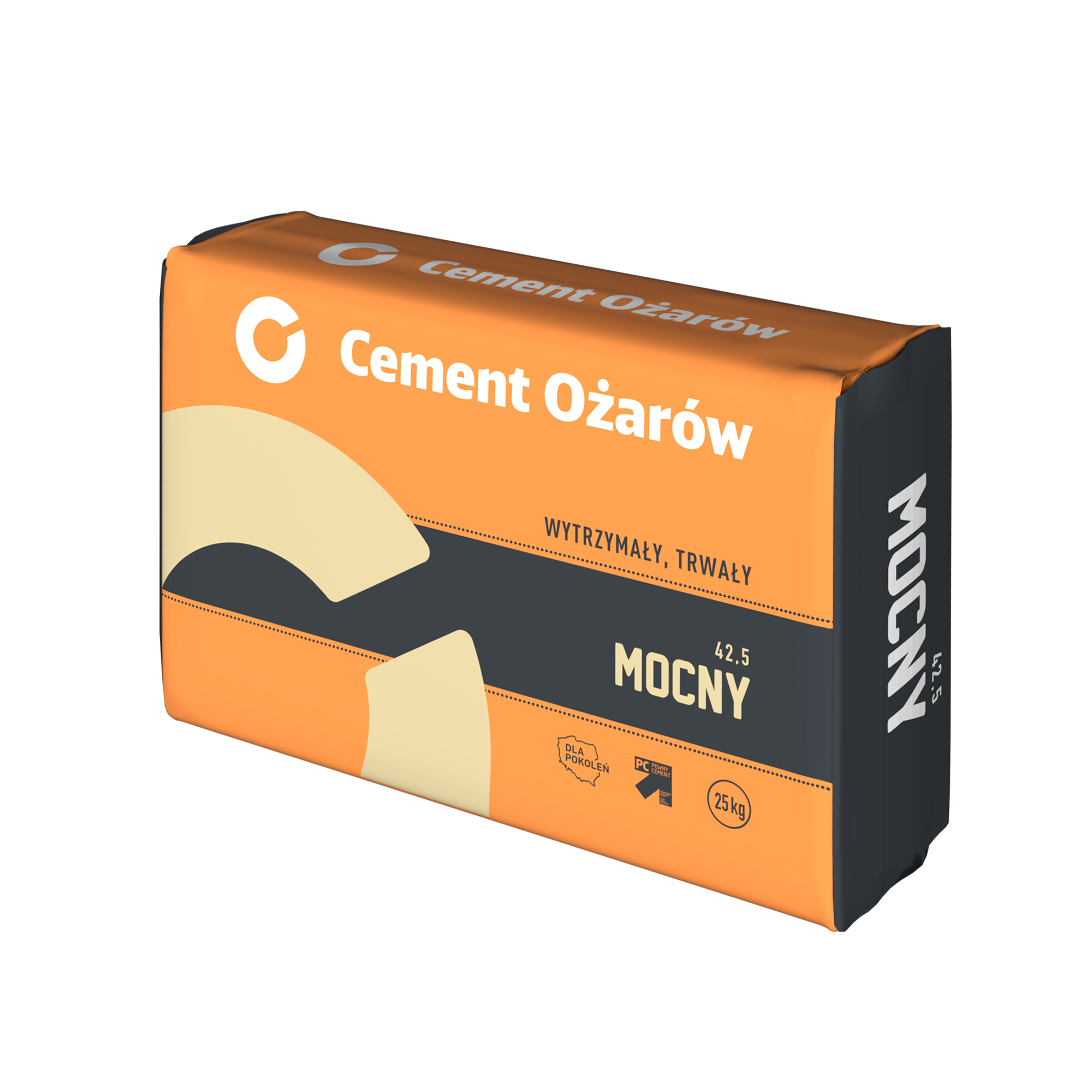
Worek cementu MOCNY 42,5 Ożarów

- Cementy portlandzkie wieloskładnikowe
  - CEM II/A-V 42,5 R
  - CEM II/B-V 42,5 R
- Cement portlandzki wapienny
  - CEM II/A-M (V-LL) 52,5R
  - CEM II/B-M (V-LL) 32,5R
- Cement żużlowy
  - CEM II/B-S 42,5 R-NA
  - CEM II/A-S 52,5 R
- Cement hutniczy
  - CEM III/A 42,5 N-LH/HSR/NA
- Cement pucolanowy
  - CEM IV/A (V) 32,5R-SR
- Spoiwo hydrauliczne
  - Hydrauliczne spoiwo drogowe REYMIX Stabilizacja HSD 22,5 E